# Kyūketsuki Sugu Shinu
Kyūketsuki Sugu Shinu (jap. 吸血鬼すぐ死ぬ) ist eine Manga-Serie von Itaru Bonnoki, die in Japan seit 2015 erscheint. Die Comedy-Serie um einen Vampirjäger und einen sehr leicht sterbenden Vampir wurde auch als Anime-Fernsehserie umgesetzt, die international als The Vampire Dies in No Time veröffentlicht wurde. 

## Inhalt
In einer Welt, in der Vampire eine ständige Bedrohung für Menschen sind, arbeitet Ronaldo als Vampirjäger. In einem Schloss in Transsylvanien spürt er einen berüchtigten Vampir auf – nur um festzustellen, dass dieser beim kleinsten Angriff oder nur zufälligen Verletzungen stirbt. Doch bei Ronaldos Eingreifen wird das Schloss zerstört, sodass der Vampir Draluc nun bei ihm in Shin-Yokohama einzieht. Es spricht sich schnell herum, der Vampirjäger habe sich mit einem Vampir zusammengetan. Auch Ronaldos beängstigend gewalttätiger Redakteur – er schreibt nebenbei gut laufende Vampirjägergeschichten – ist begeistert. So lässt Ronaldo sich gezwungenermaßen darauf ein und es beginnt eine Reihe von Abenteuern mit seinem neuen Mitbewohner, der dabei jedoch nur selten eine Hilfe ist. So geht Draluc mit auf die Vampirjagd, stirbt dabei aber selbst viel zu schnell. Die lokale Vampirjägergilde nimmt den gutmütigen Vampir wohlwollend auf. Und die Anti-Vampir-Einheit der Polizei beobachtet Draluc zunächst skeptisch durch die engagierte junge Hinaichi, hält ihn aber auch bald für harmlos. Dralucs Haustier John, ein Gürteltier, wächst Ronaldo bald ans Herz. Auch mit Dralucs Familie macht der Vampirjäger schließlich Bekanntschaft. Die ist zwar nicht so harmlos wie sein Mitbewohner, aber den Menschen ähnlich wohlgesonnen.

## Veröffentlichungen
Der Manga erscheint seit Juni 2015 im Magazin Shūkan Shōnen Champion bei Akita Publishing. Der Verlag brachte die Kapitel auch gesammelt in bisher 19 Bänden heraus. 
Eine Adaption als Anime entstand ab 2021 beim Studio Madhouse. Regie führte Hiroshi Kōjina und Hauptautorin war Yukie Sugawara, für die zweite Staffel Toshi Takame. Die künstlerische Leitung lag bei Hitomi Yoshida und die Charakterdesigns entwarf Mayuko Nakano. Für die Kameraführung war Yoshio Watanabe verantwortlich und die Tonarbeiten leitete Ryōsuke Naya.
Die ersten 12 Folgen wurden von 4. Oktober bis 20. Dezember 2021 von den Sendern Tokyo MX, BS11, tvk, KBS Kyoto und Sun TV in Japan ausgestrahlt. Die zweite Staffel mit erneut 12 Folgen wurde vom 9. Januar bis 27. März 2023 gezeigt. Funimation Entertainment erwarb die Lizenz für die internationale Veröffentlichung und zeigte die Serie in den USA und Lateinamerika auf der eigenen Plattform. Wakanim veröffentlichte den Anime per Streaming in Europa unter anderem mit deutschen Untertiteln.

### Synchronisation
| Rolle    | Japanische Stimme (Seiyū) |
| -------- | ------------------------- |
| Ronaldo  | Makoto Furukawa           |
| Draluc   | Jun Fukuyama              |
| Hiniachi | Natsumi Hioka             |
| John     | Mutsumi Tamura            |
| Shot     | Atsushi Tamaru            |
| Tō Handa | Yoshitsugu Matsuoka       |

### Musik
Die Musik der Serie wurde komponiert von Ryō Takahashi. Der Vorspann der ersten Staffel ist unterlegt mit dem Lied Dies in no Time von Jun Fukuyama und der Abspanntitel ist Strangers von TRD. Für die zweite Staffel verwendete man New Drama Paradise von Jun Fukuyama im Vorspann und Cozy Crazy Party! von TRD im Abspann.